# Лофлин (Невада)
Лофлин (енгл. Laughlin) насељено је место без административног статуса у америчкој савезној држави Невада.

## Демографија
По попису из 2010. године број становника је 7.323, што је 247 (3,5%) становника више него 2000. године.
| Група             | 2000.         | 2010.         |
| Белци             | 5.828 (82,4%) | 5.651 (77,2%) |
| Афроамериканци    | 199 (2,8%)    | 227 (3,1%)    |
| Азијати           | 162 (2,3%)    | 155 (2,1%)    |
| Хиспаноамериканци | 747 (10,6%)   | 1.006 (13,7%) |
| Укупно            | 7.076         | 7.323         |